# Paroisse Sainte-Famille de Kabondo
 (février 2025).
Motif : Où sont les sources centrées démontrant l'admissibilité selon les WP:CAA ?
- Archive Wikiwix
- Bing
- Cairn
- DuckDuckGo
- E. Universalis
- Gallica
- Google
- G. Books
- G. News
- G. Scholar
- Persée
- Qwant
- (zh) Baidu
- (ru) Yandex
- (wd) trouver des œuvres sur Wikidata

| 1. | Préciser le motif de la pose du bandeau. | Précisez le motif de la pose du bandeau en utilisant la syntaxe suivante : {{admissibilité à vérifier\|date=mars 2025\|motif=remplacez ce texte par le motif}}                                          |
| 2. | Informer les utilisateurs concernés.     | Pensez à avertir le créateur de l'article, par exemple, en insérant le code ci-dessous sur sa page de discussion : {{subst:avertissement admissibilité à vérifier\|Paroisse Sainte-Famille de Kabondo}} |

La paroisse Sainte-Famille, établie en 1967 dans la commune de Kabondo à Kisangani en  République démocratique du Congo.  

## Historique
La paroisse Saint Camille, située à Kisangani, a été construite en 1954. Elle est l’une des paroisses de l’archidiocèse de Kisangani, située à cheval entre les communes de Kabondo et de la Tshopo.
En août 2022, la paroisse a accueilli une messe de confirmation au cours de laquelle plus de 350 fidèles ont reçu le sacrement des mains de Marcel Utembi Tapa, archevêque de Kisangani.
Aujourd’hui, la paroisse Saint Camille continue d’être un pilier de la communauté catholique de Kisangani, offrant des services religieux et soutenant diverses initiatives sociales et éducatives.

## Architecture
La Paroisse Sainte-Famille de Kabondo, située sur la 8ᵉ Trans dans la commune de Kabondo à Kisangani, a récemment entrepris des travaux de réhabilitation. Ces rénovations ont été financées par les fonds propres de la paroisse, avec le soutien des fidèles. Les efforts de la communauté ont permis de restaurer la structure, démontrant leur engagement envers leur lieu de culte.
- Intérieur sobre : décorations limitées, avec un autel central et des bancs en bois.

L’édifice témoigne de l’histoire coloniale de la région tout en s’intégrant au patrimoine culturel et religieux local. Il reste aujourd’hui un symbole de foi et de résilience pour la communauté de Lubunga 

## Activités pastorales
La Paroisse Sainte-Famille de Kabondo, située dans la commune de Kabondo à Kisangani, est un centre actif de la vie spirituelle et communautaire. Parmi ses activités pastorales notables :
- Célébrations liturgiques : La paroisse organise régulièrement des messes dominicales et des célébrations sacramentelles, telles que les baptêmes, les confirmations et les mariages.
- Mouvements de jeunesse : Des groupes tels que le Xaveri sont actifs au sein de la paroisse, offrant aux jeunes une formation spirituelle et sociale[4]

## Engagement sociale
La paroisse participe à des événements sociaux, tels que la Journée Internationale des Droits des Enfants, avec des messes spéciales pour sensibiliser la communauté à la protection des droits des enfants et des personnes vulnérables.
Ces actions illustrent l’engagement de la Paroisse Sainte-Famille de Kabondo à promouvoir le développement social et spirituel de sa communauté.

## Rayonnement
Située dans la commune de Kabondo à Kisangani, joue un rôle central dans la vie spirituelle et sociale de la communauté locale. Grâce à ses initiatives pastorales, sociales et culturelles, elle exerce une influence significative qui dépasse les limites de sa paroisse.